# 納姆瓦拉縣

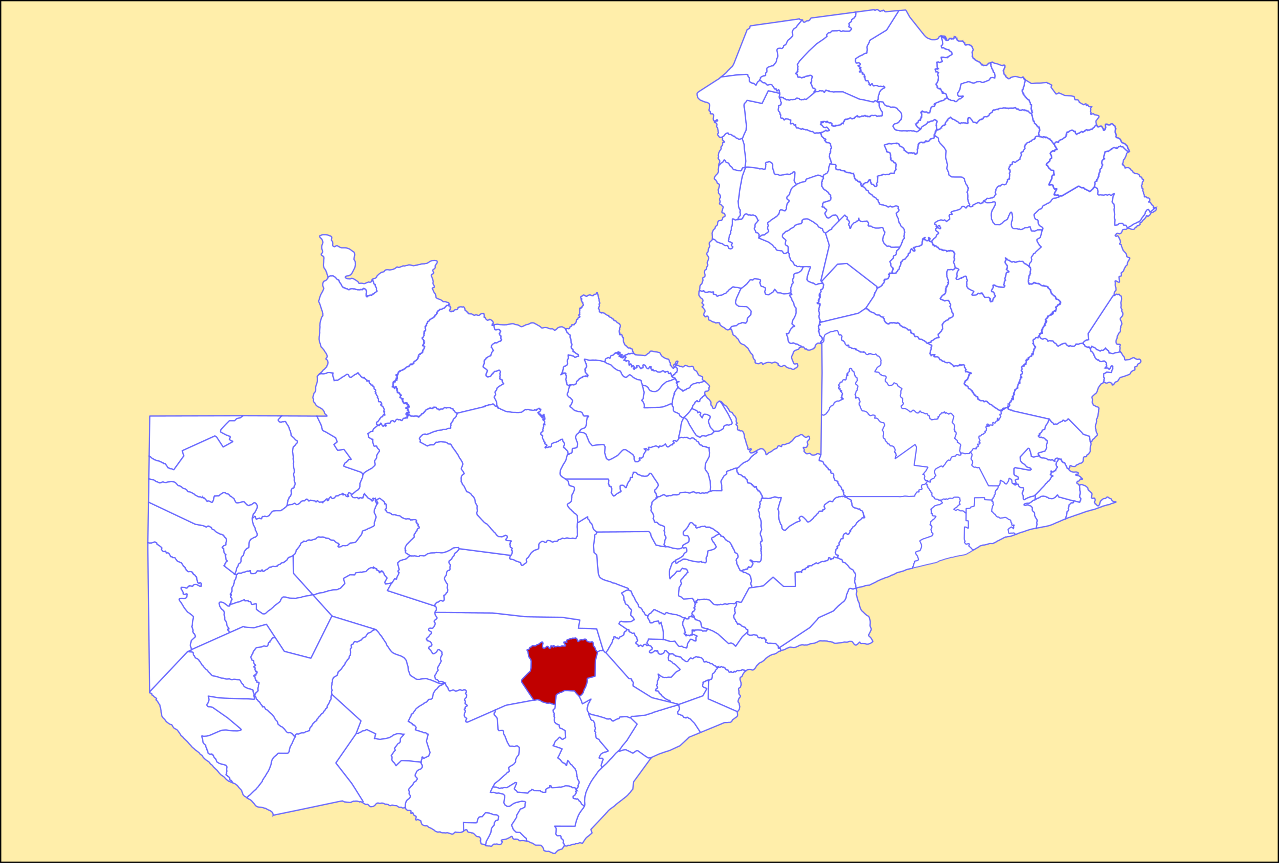

15°45′07″S 26°26′40″E / 15.7519°S 26.4444°E
納姆瓦拉縣（英語：Namwala District），是贊比亞的縣份，位於該國南部，由南部省負責管轄，首府設於納姆瓦拉，面積4,090平方公里，2010年人口102,866，人口密度每平方公里25人。